# Samtfische
Die Samtfische (Aploactininae) leben an den Küsten des tropischen Indopazifik, die meisten Arten in indonesischen und australischen Gewässern. Namensgebend sind die umgewandelten, winzigen Schuppen, die den Fischen ein samtartiges Aussehen verleihen, einige Arten sind aber schuppenlos.

## Merkmale
Ihr Kopf ist mit stachelartigen Auswüchsen gepanzert. Alle Flossenstrahlen sind ungeteilt. Die Rückenflosse beginnt bei den meisten Arten (nicht bei Adventor und Peristrominous) direkt über dem Auge. Die ersten drei bis fünf Stachelstrahlen der Rückenflosse sind normalerweise nicht mit den folgenden durch Flossenmembran verbunden. Bei vier Arten bilden die ersten drei bis vier Stachelstrahlen eine separate Rückenflosse. Die Stachelstrahlen der Afterflosse sind nicht deutlich ausgeprägt oder fehlen. Die Bauchflossen haben einen Hart- und nur zwei bis drei Weichstrahlen.
Die Tiere sind noch wenig erforscht.

## Systematik
Es gibt 17 Gattungen und über 45 Arten:
- Gattung Acanthosphex Fowler, 1938
  - Acanthosphex leurynnis
- Gattung Adventor Whitley, 1952
  - Adventor elongatus
- Gattung Aploactis
  - Aploactis aspera

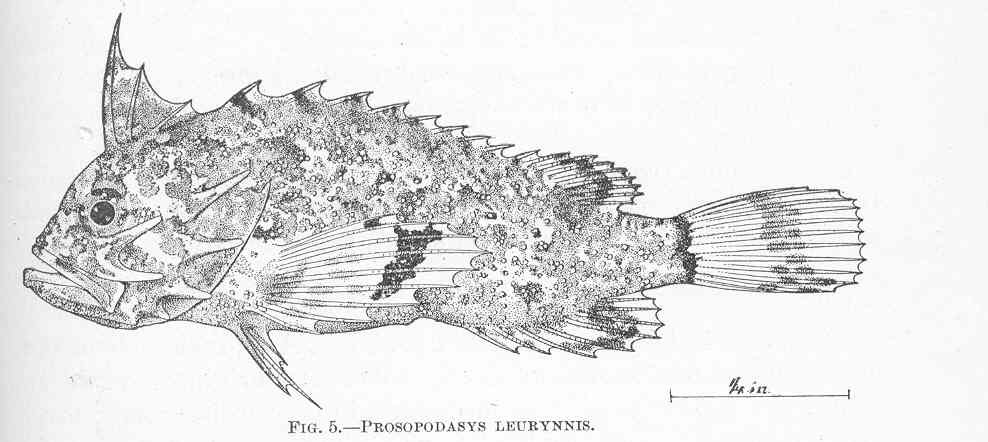
Acanthosphex leurynnis

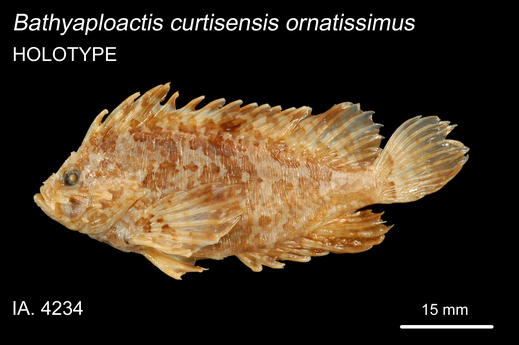
Bathyaploact ornatissima

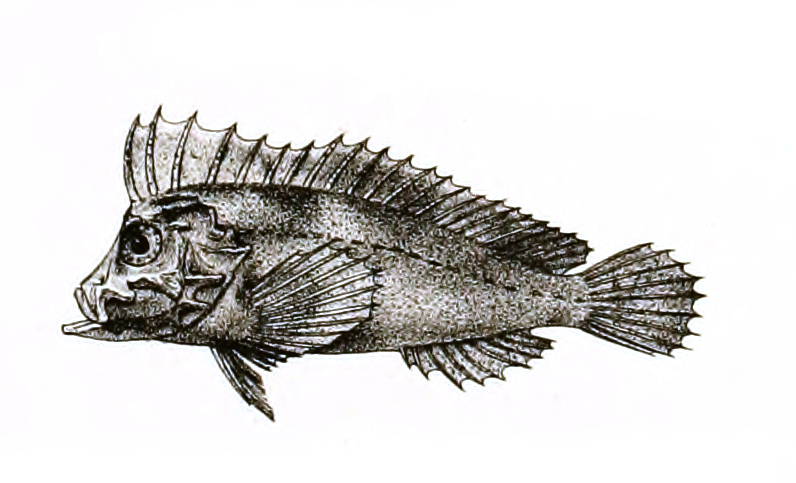
Cocotropus roseus

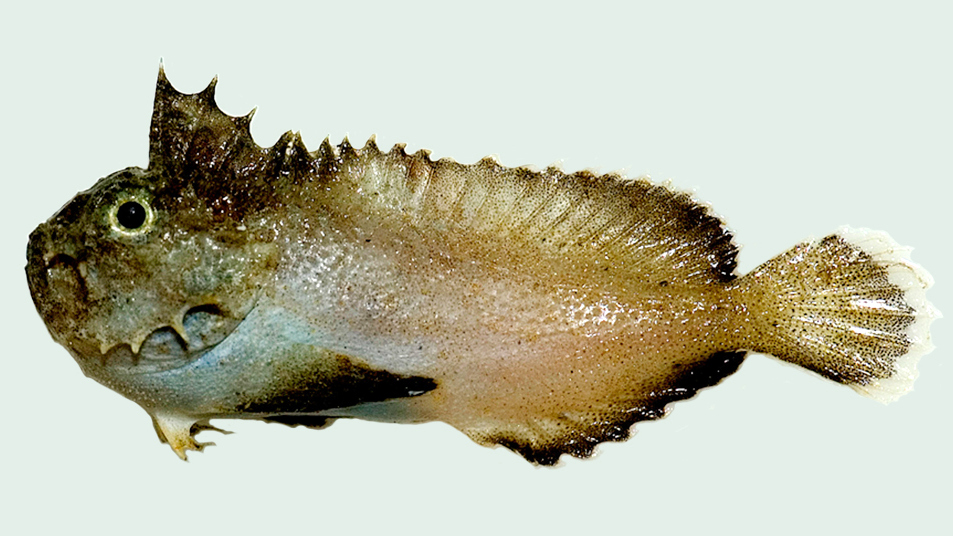
Erisphex aniarus

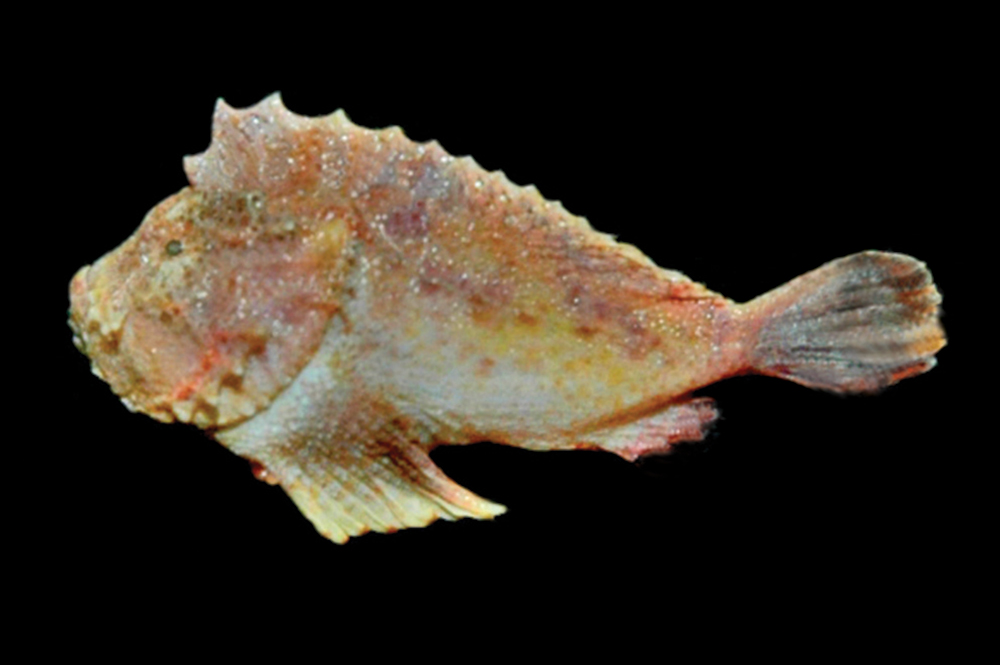
Kanekonia queenslandica

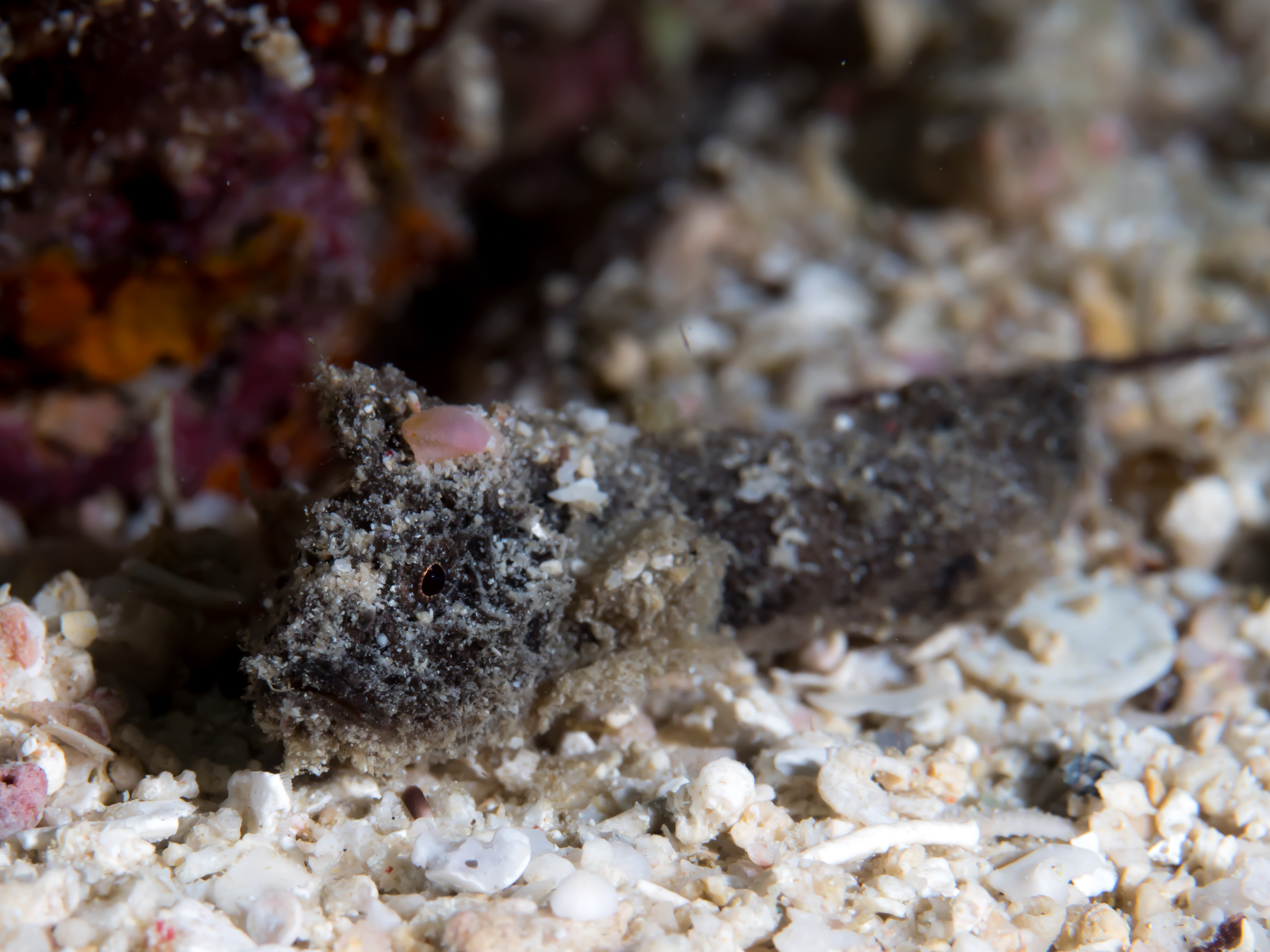
Paraploactis kagoshimensis

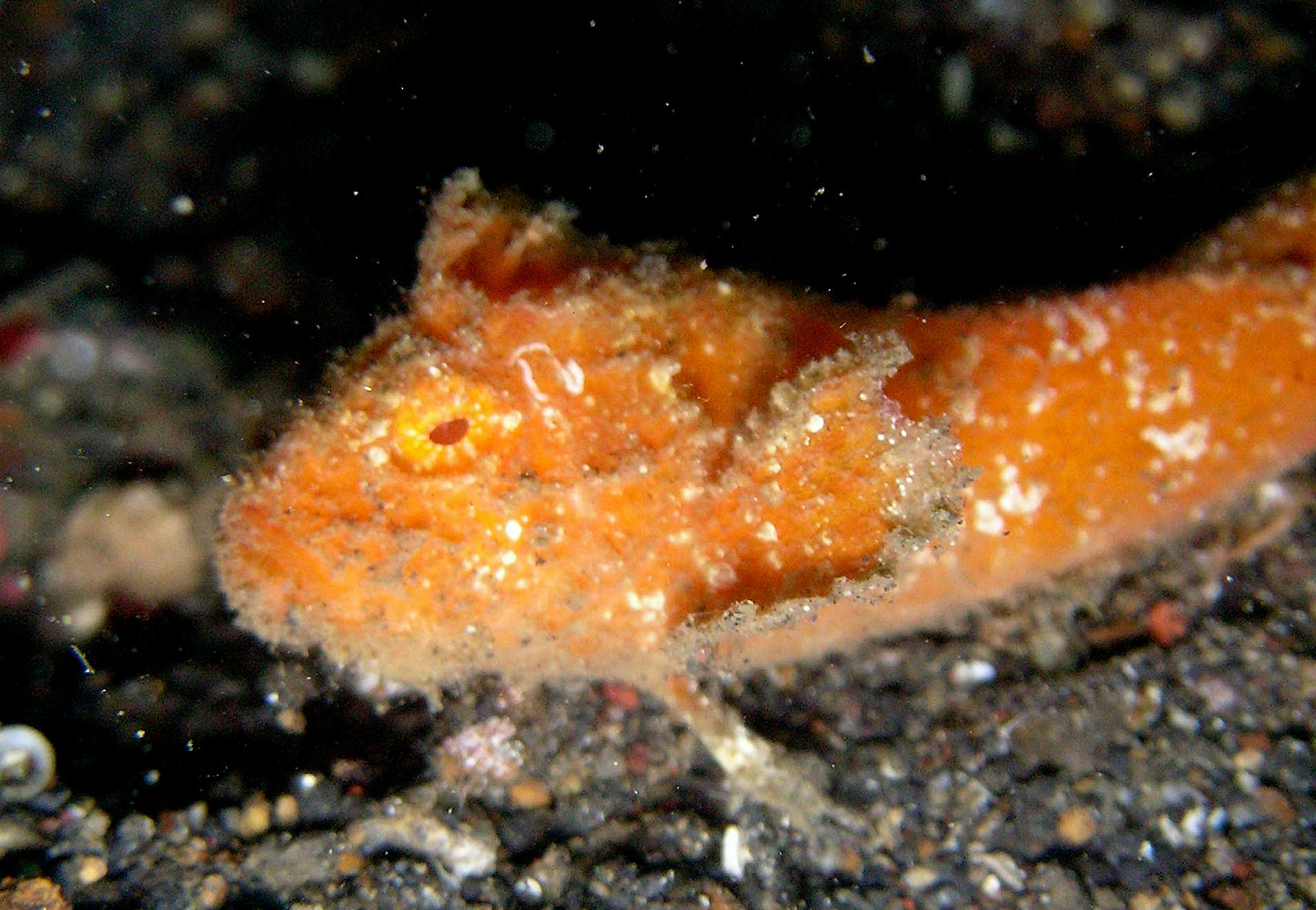
Paraploactis obessi

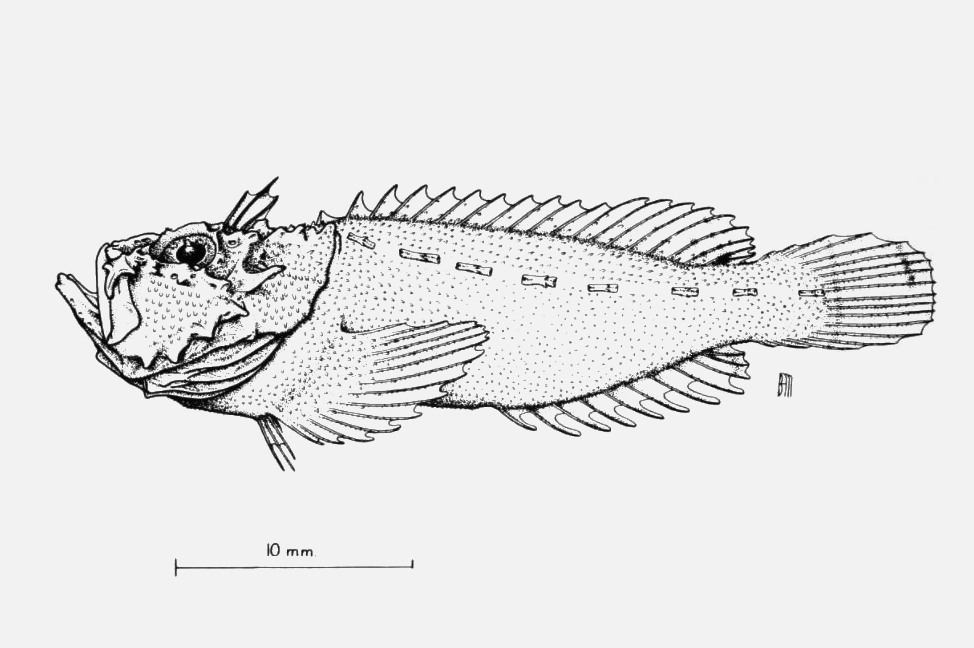
Xenaploactis cautes

- Gattung Aploactisoma Castelnau, 1872
  - Aploactisoma milesii
- Gattung Bathyaploactis Whitley, 1933
  - Bathyaploactis curtisensis
  - Bathyaploactis ornatissima
- Gattung Cocotropus Kaup, 1858
  - Cocotropus altipinnis
  - Cocotropus astakhovi
  - Cocotropus dermacanthus
  - Cocotropus echinatus
  - Cocotropus eksae
  - Cocotropus izuensis
  - Cocotropus keramaensis
  - Cocotropus larvatus
  - Cocotropus masudai
  - Cocotropus microps
  - Cocotropus monacanthus
  - Cocotropus possi
  - Cocotropus richeri
  - Cocotropus roseomaculatus
  - Cocotropus roseus
  - Cocotropus steinitzi
- Gattung Erisphex Jordan & Starks, 1904
  - Erisphex aniarus
  - Erisphex philippinus
  - Erisphex pottii
  - Erisphex simplex
- Gattung Kanekonia Tanaka, 1915
  - Kanekonia florida
  - Kanekonia leichhardti Johnson, 2013
  - Kanekonia pelta
  - Kanekonia queenslandica
- Gattung Matsubarichthys Poss & Johnson, 1991
  - Matsubarichthys inusitatus
- Gattung Neoaploactis
  - Neoaploactis tridorsalis
- Gattung  Paraploactis Bleeker, 1864
  - Paraploactis hongkongiensis
  - Paraploactis intonsa
  - Paraploactis kagoshimensis
  - Paraploactis obbesi
  - Paraploactis pulvinus
  - Paraploactis taprobanensis
  - Paraploactis trachyderma
- Gattung Peristrominous Whitley, 1952
  - Peristrominous dolosus
- Gattung Prosoproctus Poss & Eschmeyer, 1979
  - Prosoproctus pataecus
- Gattung Pseudopataecus Johnson, 2004 
  - Pseudopataecus carnatobarbatus Johnson, 2012
  - Pseudopataecus taenianotus
- Gattung Ptarmus Smith, 1947
  - Ptarmus gallus
  - Ptarmus jubatus
- Gattung Sthenopus Richardson, 1848
  - Sthenopus mollis
- Gattung Xenaploactis Poss & Eschmeyer, 1980
  - Xenaploactis anopta
  - Xenaploactis asperrima
  - Xenaploactis cautes

Die Samtfische galten ursprünglich als eigenständige Familie (z. B. bei Fishbase und bei Nelson (2016)). Sie sind jedoch nah mit den Steinfischen (Synanceiinae) verwandt. Ein Merkmal, das sie mit den Steinfischen teilen ist ein säbelförmiger, der Verteidigung dienender Auswuchs der Lacrimale, der Tränensäbel. Smith, Everman und Richardson schlugen deshalb 2018 vor, die Samtfische als Unterfamilie den Synanceiidae zuzuordnen, eine Familie der Drachenkopfverwandten, die ursprünglich nur die Steinfische umfasste. Dies wurde im Januar 2022 in Eschmeyer's Catalog of Fishes, einer Onlinedatenbank zur Fischsystematik, so übernommen.